# Portage Creek (Alaska)
Portage Creek es un lugar designado por el censo (en inglés, census-designated place, CDP) situado en el área censal de Dillingham, en el Alaska, Estados Unidos. Según el censo de 2020, tiene una población de 4 habitantes.

## Geografía
La localidad está ubicada en las coordenadas 58°54′20″N 157°40′11″O / 58.90556, -157.66972 (58.90542, -157.669817). Según la Oficina del Censo, tiene una superficie de 34.11 km², correspondientes en su totalidad a tierra firme.

## Demografía
Según el censo de 2020, hay 4 personas residiendo en la localidad. La densidad de población es de 0.12 hab./km². El 50.00% son blancos, el 25.00% es nativo de Alasla y el 25.00% es de una mezcla de razas. Del total de la población, el 50.00% son hispanos o latinos de cualquier raza.